# Gare de Capuava
La gare de Capuava (en portugais Estação Capuava) est une gare ferroviaire de la ligne 10 (Turquoise) de la Companhia Paulista de Trens Metropolitanos (CTPM). Elle est située avenue Padre Manuel da Nóbrega sur le territoire de la municipalité de Mauá dans l'État de São Paulo, au Brésil.
Mise en service en 1920 sous la forme d'un poste télégraphique, elle devient officiellement une gare en 1960.

## Situation ferroviaire

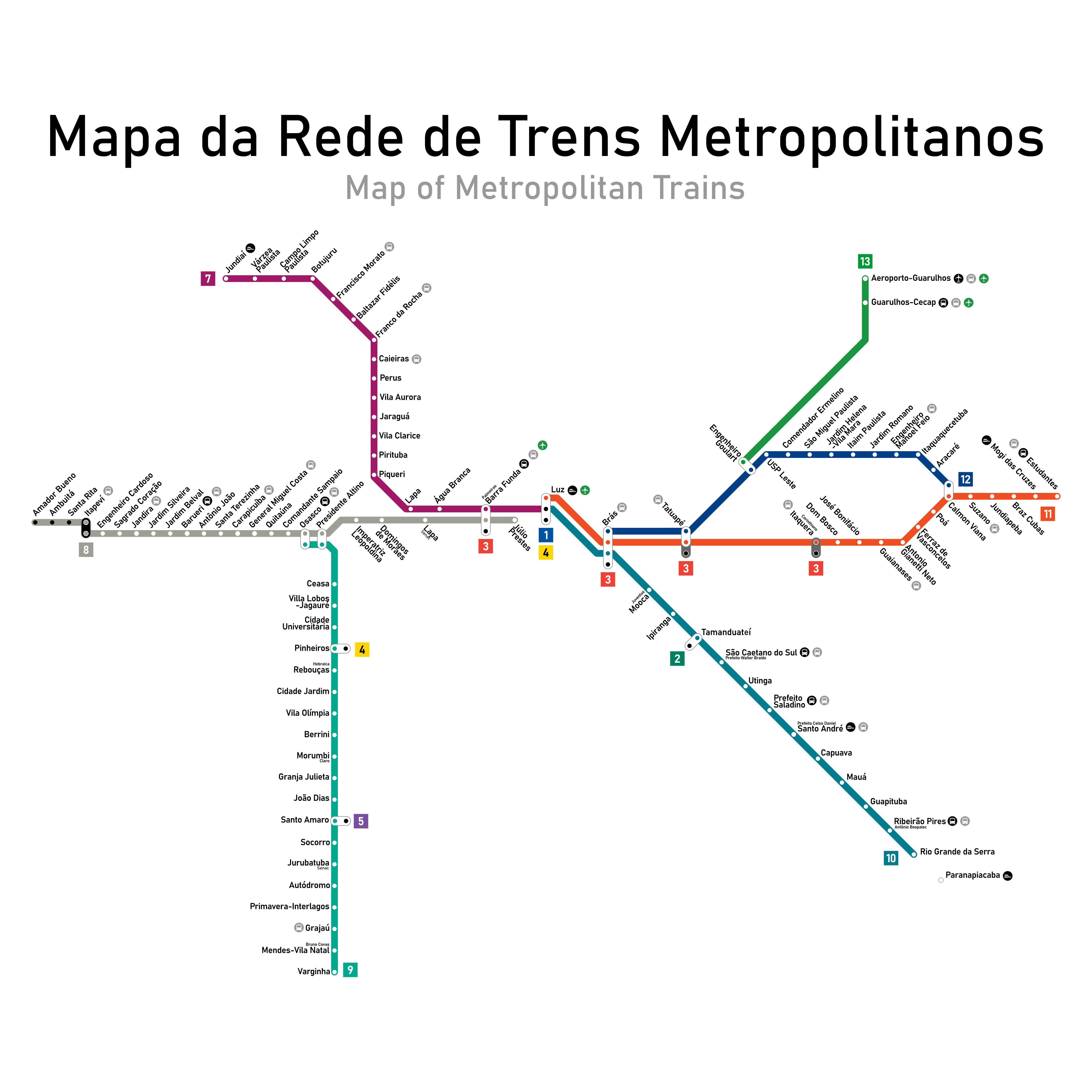
Plan des lignes de la CPTM (2020).

Établie à 765 mètres d'altitude, la gare de Capuava est située sur la ligne 10 (Turquoise) de la Companhia Paulista de Trens Metropolitanos (CTPM), entre la gare de Prefeito Celso Daniel–Santo André, en direction de la gare terminus de Brás, et la gare de Mauá, en direction de la gare terminus de Rio Grande da Serra. 

## Histoire

### Origine
Un poste du télégraphe est ouvert le 15 septembre 1920. Son bâtiment est détruit en 1960 pour laisser la place à une véritable gare,.

### Gare officielle
Une gare officielle est mise en service en 1960, elle dispose d'un bâtiment neuf,. 

## Service des voyageurs

### Accueil
La gare est accessible par l'avenue Padre Manuel da Nóbrega.

### Desserte
Service 710 : circulations sur la relation Jundiaí - Rio Grande da Serra, via Brás (ce qui correspond à une unification des lignes 7 et 10). Cette desserte a lieu tous les jours, y compris les week-ends et les jours fériés, de 4 h à minuit. Cette relation dessert 31 gares, approximativement en 2 h 8 min. Aux heures de pointe du matin et de la fin de l'après-midi  l'écart entre les trains est, à la station, de 12 minutes.
Aux heures de pointe du matin et de la fin de l'après midi le service est complété avec une boucle intérieure, entre Francisco Morato et Mauá où l'intervalle entre les trains passe de 12 à 6 minutes en intercalant des trains desservant uniquement la boucle intérieure avec les trains de la boucle extérieure.

Ligne service 710
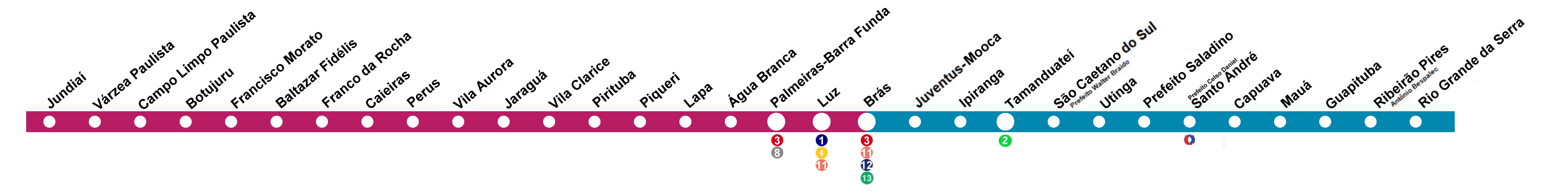